# Palazzo Cesi-Armellini

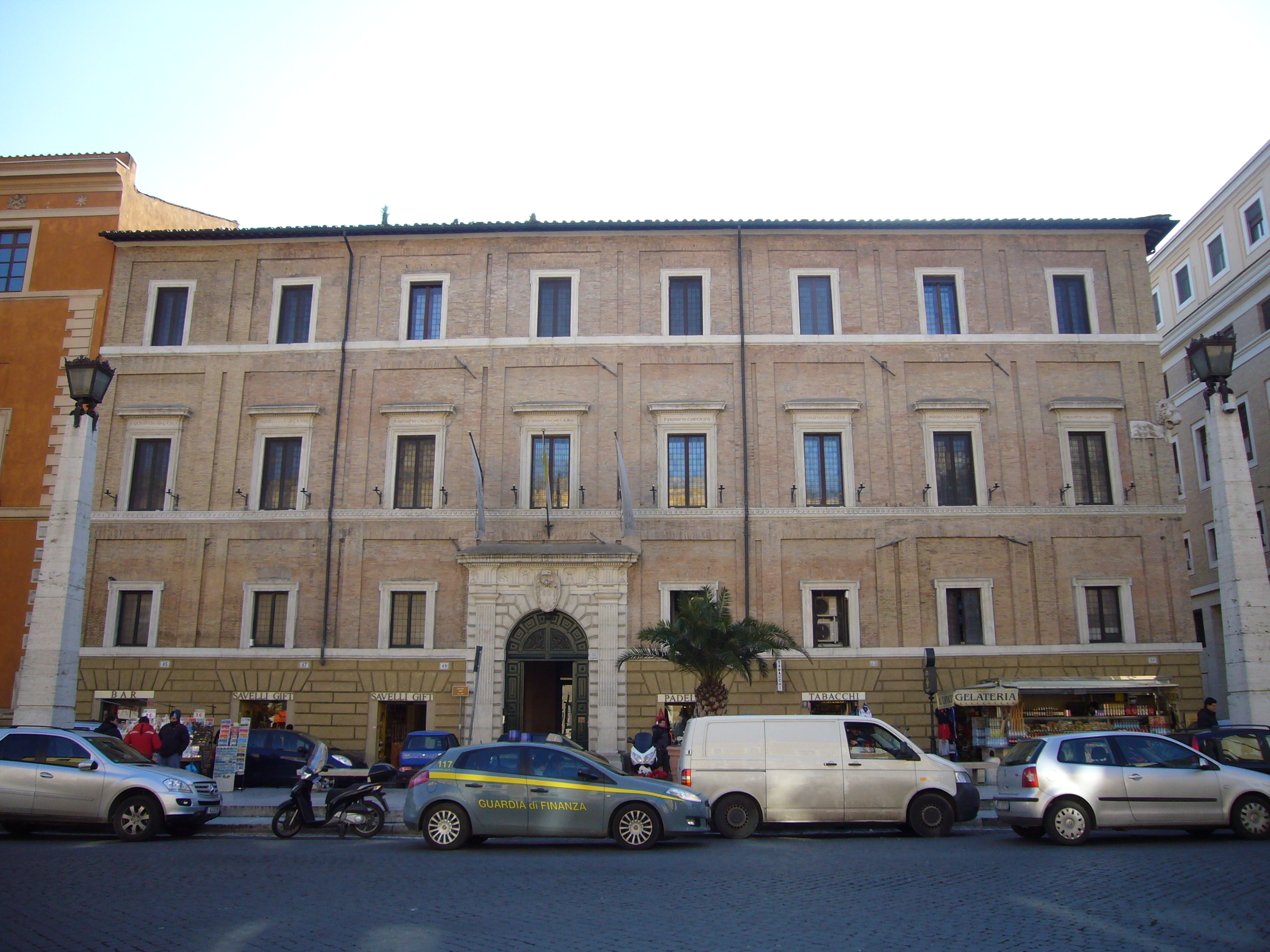
Fachada atual do palácio na Via della Conciliazione.

Palazzo Cesi-Armellini, conhecido também apenas como Palazzo Cesi, é um palácio do final do período renascentista localizado no rione Borgo de Roma e importante por diversas razões históricas e arquiteturais. É um dos poucos palácios que sobreviveram à destruição da porção central do rione Borgo (a chamada Spina di Borgo) para a construção da Via della Conciliazione para ligar a Cidade do Vaticano ao centro da cidade de forma monumental após o Tratado de Latrão na década de 1930. Ele não deve ser confundido com o Palazzo Cesi-Gaddi, nem com o Palazzo Muti Cesi e nem com um outro Palazzo Cesi, hoje destruído, que ficava perto do braço sul da Colunata de São Pedro.

## Localização

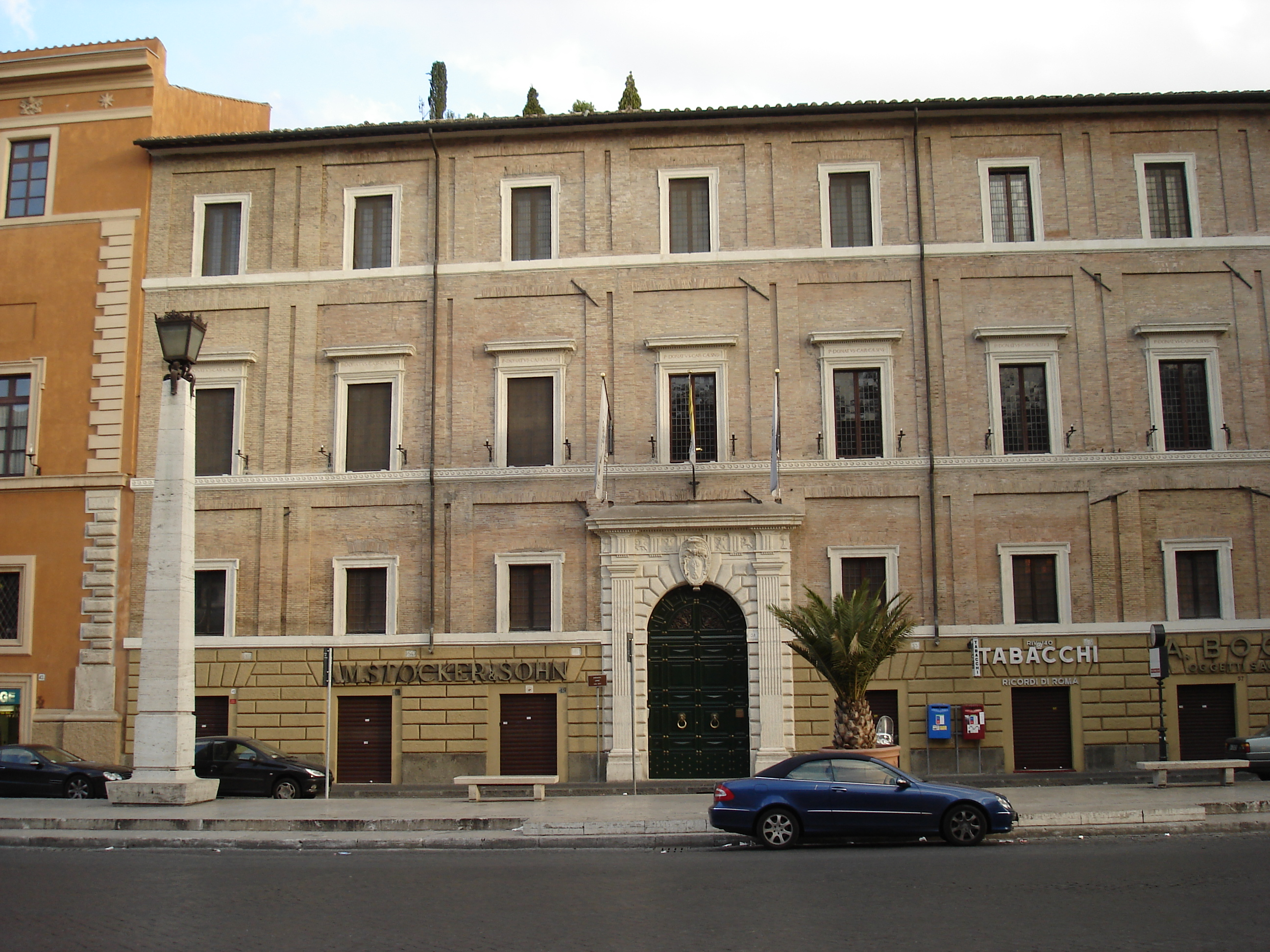
uma beleza i ideficel

O palácio está localizado hoje entre a Via della Conciliazione e a Borgo Santo Spirito, com a fachada principal ao longo da calçada sul desta última. O edifício fica a leste do mais meridional dos dois propileus erigidos por Marcello Piacentini em 1950 para delimitar a Piazza Pio XIII, uma espécie de vestíbulo da Praça de São Pedro), e tem como vizinho para o leste o Palazzo Serristori, outro notável edifício renascentista.

## História

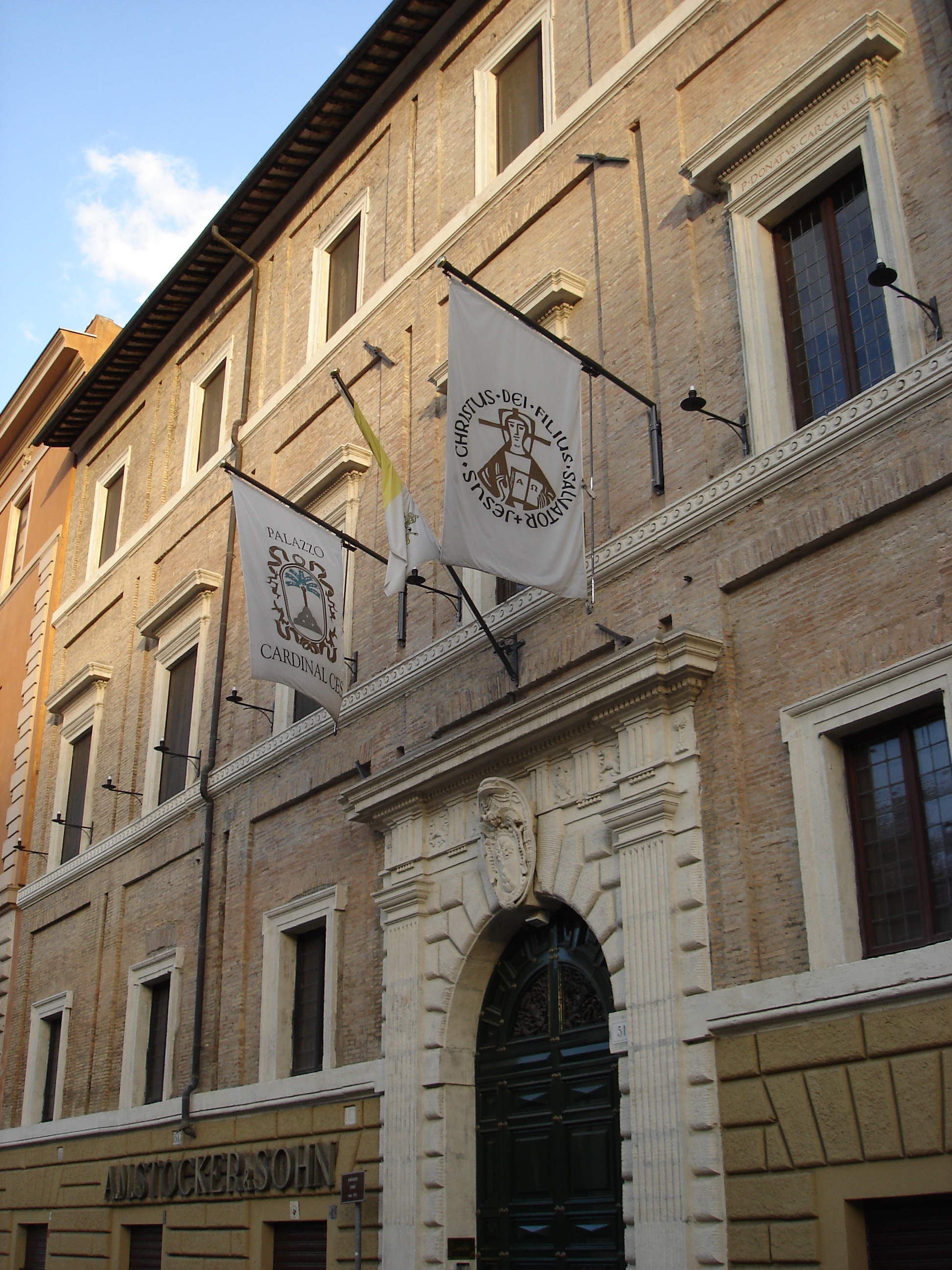
Portal de entrada com bandeiras da Sociedade do Divino Salvador, cuja sede é no palácio.

O primeiro palácio no local foi construído entre 1517 e 1520 pelo cardeal Francesco Armellini, possivelmente com base num projeto de Giulio Romano ou de seus seguidores. Armellini, nascido em Perúgia, era um habilidoso financista que, depois de se mudar para Roma, tornou-se imensamente rico e acabou nomeado cardeal e conselheiro pelo papa Leão X Médici, que o adotou. Chefe do partido da família Médici em Roma e depois de quase perder todo o seu patrimônio durante o reinado de Adriano VI (r. 1522-1523), Armellini tornou-se tesoureiro do sucessor dele, Clemente VII Médici (r. 1523-1534). Na posição, foi indiretamente responsável pelo saque de Roma em 1527, pois, dois anos antes, aconselhou de forma pouco sábia o papa a dispensar todos os seus soldados, o que deixou a cidade de Roma praticamente sem defesas. Em 6 de maio de 1527, os landsknechts de Carlos V do Sacro Império Romano-Germânico irromperam na cidade derrubando uma parede do jardim de seu palácio enquanto ele tentava enterrar suas jóias e o tesouro papal. O palácio foi saqueado pelos soldados e Armellini escapou por pouco para o Castel Sant'Angelo depois de conseguir ser puxado muralha acima num cesto. O Palazzo Armellini era luxuoso, contava com 130 criados e havia sido decorado por artistas como Martino da Parma, Giovenale da Narni e Anderlino da Mantova.
Depois da morte de Armellini em 1529, vítima da peste bubônica, o palácio foi herdado por seus parentes que, em 1565, o venderam para um nobre da família Cesi, de origem úmbria. Angelo Cesi, bispo de Todi, e seu irmão, Pier Donato, assumiram a responsabilidade de reformar o edifício e contrataram um novo projeto de Martino Longhi, o Velho, entre 1570 e 1588, que supervisionou a obra. Os dois eram colecionadores de arte e abrigaram no palácio muitas antiguidades e uma grande coleção de livros. Paolo Emilio Cesi, sobrinho de Pier Donato e também um patrono das artes, construiu a fachada do palácio em 1587, pois seu tio sofria com constante falta de dinheiro, que era todo utilizado para aumentar sua coleção de arte. Em 1618, o palácio tornou-se por um curto período a sede da Accademia dei Lincei, fundada por Federico Cesi em 1603, que ficava até então no Palazzo Cesi-Gaddi, na Via della Maschera d'Oro no rione Ponte. O edifício permaneceu no controle da família Cesi até sua extinção em 1799. Em 1819, o edifício foi comprado pelos irmãos Giovanni Battista e Giuseppe Grazioli, membros de outra família nobre romana. Depois de outras trocas de mãos, o palácio terminou sendo adquirido em 1895 pela Sociedade do Divino Salvador, que passou a utilizá-lo como sede.

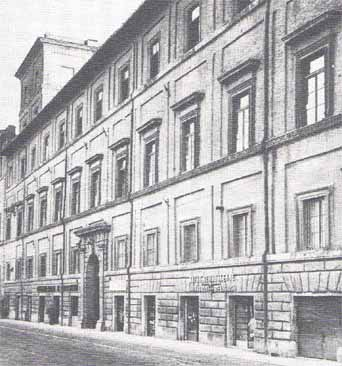
Fachada do palácio antes da reforma na década de 1930, ainda com as doze janelas de largura ao invés das atuais oito

Em 1939, durante as obras para a abertura da Via della Conciliazione, o palácio, que até então tinha sua fachada principal na via Borgo Vecchio, escapou da demolição, mas foi modificado com base num projeto de Marcello Piacentini e Attilio Spaccarelli. O número de janelas foi reduzido de doze para oito, o pátio foi reduzido (até então um típico jardim em forma de anel renascentista) e a ala leste foi demolida, incluindo a escadaria monumental e a torre angular. Durante a ocupação alemã de Roma na Segunda Guerra Mundial, o palácio abrigou muitas pessoas (principalmente judeus) que fugiam dos nazistas sob os cuidados do segundo superior geral da Sociedade do Divino Salvador, o padre Pancrazio Pfeiffer, que também foi instrumental na decisão de declarar Roma uma cidade aberta para evitar um bombardeio. Entre 1944 e 1946, outra ala do palácio foi construída ao longo da via Borgo Santo Spirito. Em 2004, uma parte do palácio foi transformada em hotel e o edifício ainda permanece sob os cuidados da Sociedade atualmente.

## Descrição
Apesar das reformas realizadas no século XX, o palácio conseguiu preservar sua característica do final do Renascimento e, juntamente com Palazzo Torlonia, o Palazzo dei Penitenzieri e o Palazzo Serristori, é um dos quatro palácios renascentistas no Borgo que sobreviveram à demolição da Spina di Borgo entre 1937 e 1950. A elegante fachada de tijolos na porção inferior da fachada está coberta por um revestimento rusticado e nela estão incorporadas entradas para lojas. O portal principal, que mudou de lugar durante a redução da fachada de doze para oito janelas, é flanqueada por dois pilares dóricos que sustentam um entablamento com métopes compostas por elementos arquitetônicos referentes à família Cesi. A pedra angular do portal, por exemplo, está decorada com o brasão da família. A porção superior da fachada é de tijolos aparentes com lesenas duplas que a dividem em quadrados onde se abrem as janelas, cujas molduras estão decoradas com a inscrição "P.DONATUS.CAR.CAESIUS.", o nome de Pier Donato Cesi em latim. No canto oeste está afixado um escudo com um prótomo representando a cabeça de um leão.
O jardim originalmente tinha um formato quadrado, com cinco arcos suportados por pilares com capitéis toscanos no piso térreo e jônicos no piso nobre. Durante a renovação da ala oeste, que era decorada com afrescos do século XVI representando putti e paisagens, dois arcos foram demolidos e, por isso, o jardim atualmente é retangular. A lógia no jardim ainda está decorada com um ciclo de afrescos renascentistas representando a vida do rei Salomão alternados com tondos representando mulheres e putti alados. Atrás dela estão diversas salas decoradas durante o Renascimento com afrescos e elaborados tetos em caixotões, o mais notável dos quais o que está decorado com o brasão da família Cesi. Em 1950, uma sala de estar no piso térreo foi decorada com dez afrescos representando as sedes da Sociedade do Divino Salvador ao redor do mundo.